# Sandjak de Benghazi
 (mars 2025).
Motif : Juste deux sources, dont une incomplète
- Archive Wikiwix
- Bing
- Cairn
- DuckDuckGo
- E. Universalis
- Gallica
- Google
- G. Books
- G. News
- G. Scholar
- Persée
- Qwant
- (zh) Baidu
- (ru) Yandex
- (wd) trouver des œuvres sur Wikidata

| 1. | Préciser le motif de la pose du bandeau. | Précisez le motif de la pose du bandeau en utilisant la syntaxe suivante : {{admissibilité à vérifier\|date=mars 2025\|motif=remplacez ce texte par le motif}}                           |
| 2. | Informer les utilisateurs concernés.     | Pensez à avertir le créateur de l'article, par exemple, en insérant le code ci-dessous sur sa page de discussion : {{subst:avertissement admissibilité à vérifier\|Sandjak de Benghazi}} |

1875–1892
(17 ans)
Entités précédentes :
- Choura de Cyrénaïque

Entités suivantes :
- Cheikat Senousside de Cyrénaïque

Le sandjak de Benghazi était une subdivision de l'Empire ottoman.

## Histoire
Le sandjak existe entre 1875 et 1892 en Libye dans la région de Cyrénaïque. Elle est gouvernée par Ali Kiemili Pacha.